# Улица Энгельса (Таруса)
Улица Энгельса — короткая, около 340 метров, улица в Тарусе, проходит в исторической части города от улицы Володарского до Тарусской улицы. Протяженность улицы 342 метра.
Один из главных туристических маршрутов города.

## История
Проложена согласно регулярному плану застройки города 1777 года, предопределившему прямоугольное сечение улицами городской застройки. Историческое название — Ивановская, вела от Серпуховской площади к оврагу Посерка.
С установлением советской власти улица получила имя немецкого политического деятеля и предпринимателя Фридриха Энгельса (1820—1895), одного из основоположников марксизма.
В октябре 2020 года улице было возвращено историческое название, но уже в январе следующего года переименование улицы было отложено на два года. Жители города выражали протест против переименования.
Старейшим зданием на улице является бывший дом купцов Позняковых (1871 года постройки). Помимо его на территории усадьбы при Позняковых находились также каменный двухэтажный флигель, конюшня, надворные постройки, общая площадь усадьбы составляла более 2,5 км². В 1918—1920-е годы главный дом занимал детский дом, позже —
восьмилетняя школа, в которой учились Герои Советского Союза В. А. Беляев (мемориальная доска) и Г. И. Амелин — почётные граждане Тарусы; Ф. Д. Поленов — внук художника В. Д. Поленова; крупный советский учёный в области строительной механики, член-корреспондент АН СССР В. З. Власов.

## Достопримечательности
д. 3, 5, 14 — комплекс домов (памятник архитектуры)
д. 4 — Музейно-краеведческий центр «Дом Позняковых»
д. 6 — Тарусский филиал Института общей физики имени А. М. Прохорова РАН
д. 14 — Жилой дом (памятник архитектуры)